# Vilhelm I av Normandie
Vilhelm av Normandie, eller mera folkligt Vilhelm Långsvärd (franska: Guillaume Longue-Épée), född 893, död 17 december 942, var jarl av Normandiet, Comte de Normandie (greve av Normandie, eller greve av Rouen) mellan 927 och 942. 

## Biografi
Son till Rollo och hans frilla Poppa av Bayeux. Han efterträdde sin far 927 som länsherre till Normandie. I den normandiska historieskrivningen retroaktivt räknad som den andre hertigen av Normandie, efter sin far.
931 av sin far sänd till Bretagne för att stödja de normandiska hövdingarna där, vilket ledde till Östra Bretagnes pacificerande och enligt den franske historikern Musset till ett slags normandiskt protektorat över stora delar av Bretagne. Redan 932 uppstod en stark opposition mot Vilhelm som oäkta son till gamle Rollo och 933-34 uppträdde hans frände Rolf (eller på franska Rioulf; isländska i 1300-tals sagorna Hergólfr) som upprorsman och samlade de missnöjda hövdingarna med sina följen till en marsch mot Rouen. Det är oklart om han själv krävde makten eller om han arbetade för andra, kanske utländska, inflytanden. Vilhelm agerade kraftfullt, samlade sina trogna och ryckte ut ur Rouen för att möta Rolf, vilken han efter en blodig strid besegrade genom överlägsna antal och bättre organisation. Vilhelm samlade därpå sina underherrar (latin: baronii och vicecomes) till Rouen, där de deklarerade sin förnyade länsplikt till honom. 
Under de följande åren konsoliderades Vilhelms makt allt mer och han ansågs som en av den franske kungens främsta länsherrar i norr och kämpade för denne mot inhemska upprorsmän och utländska angripare. Mot Arnoul av Flandern utkämpade Vilhelm flera krig och erövrade bl.a. delar av Picardie, men ådrog sig samtidigt ett starkt hat bland sina grannar i takt med att han blev allt mäktigare. Julen 942 lockades Vilhelm till ett fredsmöte med Arnoul och flera av hans vasaller i Picquigny i Picardie, där man nådde en överenskommelse. Kort därefter, den 17 december 942, hölls en fest för att fira fredsöverenskommelsen på en holme i Somme, när Arnoulf plötsligt lät sina hejdukar överfalla och mörda Vilhelm. Hans kropp överlämnades till hans söner och lades till vila bredvid fadern i katedralen i Rouen.
Med sin hustru Liègarde, dotter till den rike och mäktige Herbert II, greve av Vermandois, hade han bl.a. sonen Rikard I vilken efterträdde honom som herre till Normandie.